# رصعون (القطن)
'

تعديل مصدري - تعديل

رصعون هي إحدى قرى عزلة القطن بمديرية القطن التابعة لمحافظة حضرموت، بلغ تعداد سكانها 157 نسمة حسب تعداد اليمن لعام 2004.